# 罗曼·奥加扎
罗曼·奥加扎（波蘭語：Roman Ogaza，1952年11月17日—2006年3月5日），波兰男子足球运动员，司职前锋。他曾代表波兰国奥队参加1976年夏季奥林匹克运动会足球比赛，获得一枚银牌。